# Concord Naval Weapons Station

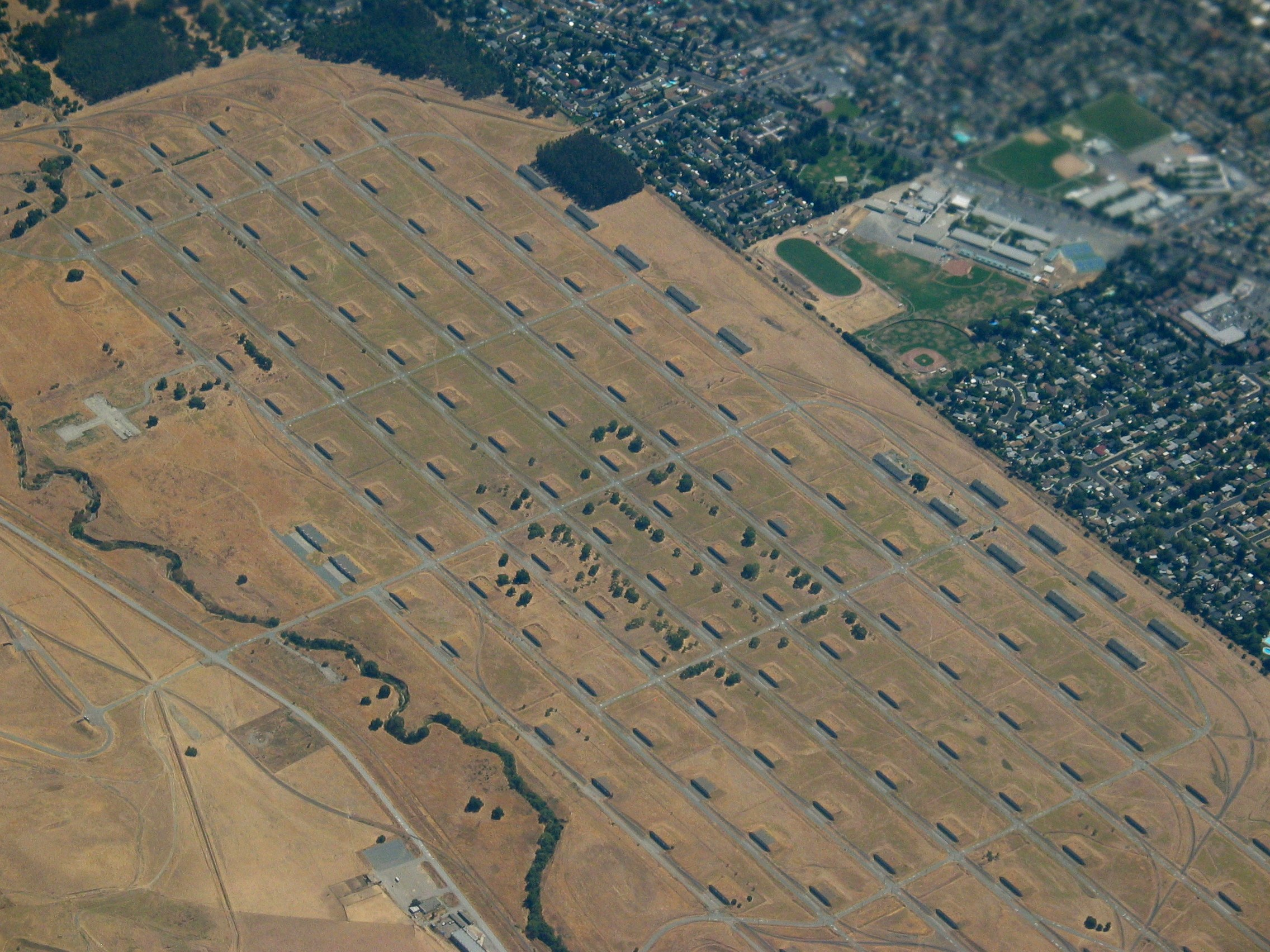
Luftbild eines Teils der Anlagen des Inlandsteils der Concord Naval Weapons Station

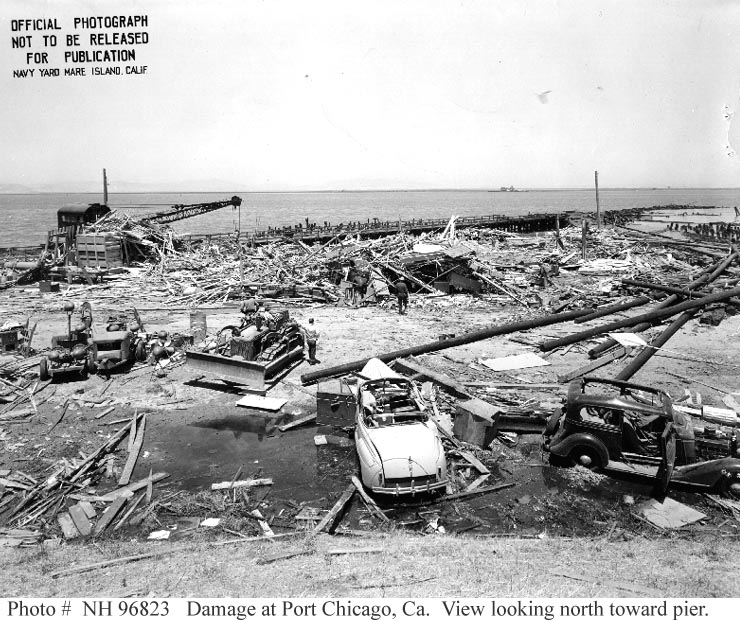
Bild von dem durch die Port-Chicago-Katastrophe am 17. Juli 1944 zerstörten Pier

Die Concord Naval Weapons Station war ein 1942 für den Zweiten Weltkrieg aufgebautes, großes Munitionsdepot der US Navy in Concord, Contra Costa County, Kalifornien, in dem Munition für die Pazifikflotte der USA für deren Krieg gegen Japan per Eisenbahn angeliefert, gelagert und im Port Chicago auf Schiffe umgeladen wurde.
Die Basis gliedert sich in ein Küstengebiet von 7360 Acres bestehend aus Inseln in und Marschland an der Suisun Bay mit drei großen Piers und ein ca. 2 Meilen südlich davon gelegenes Inlandsgebiet von 5170 Acres mit Lagerhallen und Munitionsbunkern. Das Munitionsdepot wurde von der Navy bis zum Golfkrieg genutzt, während dessen noch tausende Tonnen Munition in den Mittleren Osten verschifft wurden. Anschließend wurde die Station immer weniger genutzt und war seit 1999 nur noch sehr gering bemannt. Die Anlagen des Inlandsgebietes wurden zunehmend stillgelegt. Gemäß dem Programm Base Realignment and Closure (Programm zur Neuordnung und Schließung von Militärbasen) von 2005 sollte das Küstengebiet von der Navy an die Army übertragen werden und das Inlandsgebiet wurde zur zivilen Nutzung bestimmt.
2008 wurde das Küstengebiet des Stützpunktes der US Army, genauer dem 834th Transportation Battalion des Military Surface Deployment and Distribution Command (SDDC) übergeben. Die Basis wurde mit dem benachbarten Military Ocean Terminal Concord vereinigt. Das Inlandsgebiet wurde bis zur Schließung 2005 zu einer Außenstelle der Naval Weapons Station Seal Beach.
2.100 Acres des Inlandsgeländes mit einem Straßennetz von 19,6 Meilen von befestigten Straßen wurden auf Initiative der Stadt Concord und Mercedes-Benz als Autotestgebiet GoMentum Station für autonomes und konnektiertes Fahren vorgesehen. Weitere Projekte zur Umnutzung des Geländes werden entwickelt.

## Geschichte
Ein bedeutendes Einzelereignis auf der Basis war die Port-Chicago-Katastrophe, eine schwere Explosion, die sich am 17. Juli 1944 ereignete. Bei der Verladung von Munition auf Frachtschiffe explodierte diese und tötete 320 Matrosen und Zivilisten und verletzte 400 weitere.